# Рэй Лил Блэк
Рэй Лил Блэк (англ. Rae Lil Black) — японская порноактриса, ютубер и стример.

## Ранняя жизнь
Рэй родилась 17 августа 1996 года в Осаке, Япония. О детстве актрисы доподлинно ничего неизвестно, однако в сети ходили слухи о том, что родителей актрисы убили якудза, когда ей было около 8 лет. Однако слухи опровергла сама актриса в своём твиттере. Родители актрисы были консервативных и строгих взглядов, поэтому запрещали ей слушать музыку, а также гулять до 6 часов. В одном из интервью актриса призналась, что в школе она была ботаником, любила изучать историю и географию, также у неё не было друзей и она была интровертом. В 21 год актриса решила уехать в Мюнхен (Германия), где прожила чуть больше года. Переезд был связан со строгостью родителей.

## Карьера
Карьеры порноактрисы началась в 2017 году, когда Рэй был 21 год. Первым видео актрисы стала сольная мастурбация, после этого актриса подумывала снять не более двух видео, однако ролик стал вирусным и Рэй стала популярна. В 2020 году AVN включил ее в топ-30 самых популярных моделей на Pornhub, а в 2022 году она заняла 18-е место.
В 2020 году дебютировала как игровой персонаж в компьютерной игре Heavy Metal Babes. Также во время карантина в 2020 году начала вести прямые трансляции на Twitch, где за короткий период времени собрала более 150 тысяч подписчиков, а также присоединилась к киберспортивной команде Made in Thailand. В 2021 году, сотрудничая с Kiiroo, актриса запустила в производство искусственную вагину «Feel Star», которая с точностью повторяет все контуры её настоящей вагины. В 2022 году сотрудничала с порностудией Hentaied, где снималась совместно с российской актрисой Purple Bitch. В сентябре 2022 попала на обложку сентябрьского журнала AVN.
В дополнение к своей основной карьере, Асакура появлялась как непорнографическая модель, а отойдя от фильмов для взрослых, перешла к созданию контента на таких платформах, как YouTube, TikTok, Instagram и Twitch. В ноябре 2023 года она выступила с докладом на TEDx в Бангкоке. После пребывания в Таиланде в 2023 году она приняла тайское имя Раевади (Raewadee). 

## Псевдоним и логотип
С юношества актриса придумала себе псевдоним Rae Lil Black. Rae (с англ. — «красиво», «холодно»), под Lil имеется ввиду рост актрисы, который составляет 157 см, и Black (с англ. — «Чёрный») является любимым цветом актрисы.
Свой логотип порноактриса взяла, когда увидела логотип норвежской блэк-метал-группы Mayhem. Она связалась с художником, рисовавшим логотип, и он согласился сделать для неё такой же.

## Личная жизнь
Актриса заявляла что является бисексуалкой. Также Рэй знает японский, английский, немного немецкий и испанский, последний же она 4 года изучала в колледже. Рэй умеет играть на барабанах.
Любимый актёр актрисы Стив Маккуин, а любимый писатель Юкио Мисима.
Актриса предпочитает японскую кухню. Также предпочитает слушать хэви-метал.
В 2020 году сделала пластическую операцию носа.

## Религия
Несмотря на свою славу, успех и финансовую стабильность, Рэй Лил Блэк часто чувствовала внутреннюю пустоту. Она долгое время сомневалась в цели жизни, но находила мало места для духовного исследования в своем окружении. В интервью она призналась, что, хотя у нее было все, что она могла пожелать материально, чувство удовлетворения отсутствовало.
В марте 2025 года она заявляет, что приняла ислам. О своём обращении она публично объявила после визита в Куала-Лумпур в 2024 году. Её первое появление как мусульманки было в TikTok-видео из Малайзии, за которым последовало другое, где она была в хиджабе. Она также продолжает делиться своим путём на платформах социальных сетей, выражая благодарность за поддержку, полученную во время этого перехода, особенно в месяц Рамадан. Она также сменила имя на Нурай Истикбал (Nuray Istiqbal). 

## Награды и номинации
| Год  | Награда            | Результат | Категория                                              |
| ---- | ------------------ | --------- | ------------------------------------------------------ |
| 2019 | XBIZ Awards        | Номинация | Лучшая секс-сцена                                      |
| 2019 | Pornhub Awards     | Номинация | Самая популярная проверенная профессиональная модель   |
| 2019 | Pornhub Awards     | Номинация | Лучший исполнитель минета                              |
| 2020 | XBIZ Awards        | Номинация | Женщина-клипмейкер года                                |
| 2020 | Pornhub Awards     | Номинация | Королева минета — лучшая исполнительница минета        |
| 2021 | GayVN Awards       | Номинация | Лучшая сцена би-секса                                  |
| 2021 | XBIZ Awards        | Номинация | Клипмейкер года                                        |
| 2021 | XBIZ Awards        | Номинация | Лучшая секс-сцена для всех девушек                     |
| 2021 | XBIZ Awards        | Номинация | Лучшая новая иностранная старлетка                     |
| 2021 | AVN Awards         | Номинация | Самый горячий новичок                                  |
| 2022 | Pornhub Awards     | Номинация | Лучшая исполнительница минета                          |
| 2022 | Fleshbot Awards    | Номинация | Лучшая сцена                                           |
| 2023 | AVN Awards         | Номинация | Лучшая международная мужская/женская сексуальная сцена |
| 2023 | AVN Awards         | Номинация | Международная исполнительница года                     |
| 2023 | AVN Awards         | Номинация | Самая возмутительная сексуальная сцена                 |
| 2023 | XBIZ Europa Awards | Победа    | Лучшая сексуальная сцена — Гламур                      |